# Sea of Flags
«Sea of Flags» (Море флагов) — песня в исполнении австралийской певицы Джессики Маубой. Авторами песни являются Джессика Маубой, Илан Кедрон и Стюарт Крайтон, который служил в качестве продюсера песни. Песня была исполнена Джессикой в прямом эфире 8 мая 2014 года, в качестве своего дебюта в интервал-акте во втором полуфинале конкурса песни «Евровидение-2014», который состоялся в Копенгагене, Дания. Непосредственно после чего сингл был выпущен для скачивания в Австралии и по всей Европе.

## Список композиций
| №  | Название       | Длительность |
| -- | -------------- | ------------ |
| 1. | «Sea of Flags» | 3:54         |

## Позиции в чартах
| Чарт (2014)      | Наивысшая позиция |
| ---------------- | ----------------- |
| Австралия (ARIA) | 40                |

## Хронология релиза
| Европа    | 8 мая 2014 года | Digital download | Sony Music Australia |
| Австралия | 9 мая 2014 года | Digital download | Sony Music Australia |